# Stuw van Mauzac
De Stuw van Mauzac is een stuwdam met waterkrachtcentrale gelegen op de Dordogne in het Franse gelijknamige departement in de regio Nouvelle-Aquitaine.

## Historiek en beschrijving
De oorspronkelijke stuw werd gebouwd tussen 1838 en 1843 op de grens van de gemeenten Calès en Mauzac-et-Grand-Castang net na de grote meander van Trémolat. Deze was slechts bedoeld om het gelijktijdig en parallel aan de rivier aangelegde Kanaal van Lalinde van water te voorzien. Dit kanaal bood de toen nog drukke beroepsscheepvaart op de rivier de mogelijkheid een aantal voor de gabares gevaarlijke stroomversnellingen te vermijden.
Begin 20e eeuw werd de dam een eerste keer verhoogd met de bedoeling er ook een waterkrachtcentrale te bouwen, deze kwam in bedrijf in 1924. Voor de installatie van een zesde turbine in 1953 werd de dam nogmaals opgehoogd. De uitbating van de dam en de centrale is in handen van EDF, de centrale zelf ligt op de linkeroever van de rivier in Badefols-sur-Dordogne ongeveer een kilometer verwijderd van de dam. Het totale vermogen van de zes turbines van de centrale bedraagt 13,2 Mw. Het stuwmeer heeft een oppervlakte van 250 hectare voor een volume van 7,5 miljoen kubieke meter en wordt ook gebruikt voor recreatie.

## Galerie

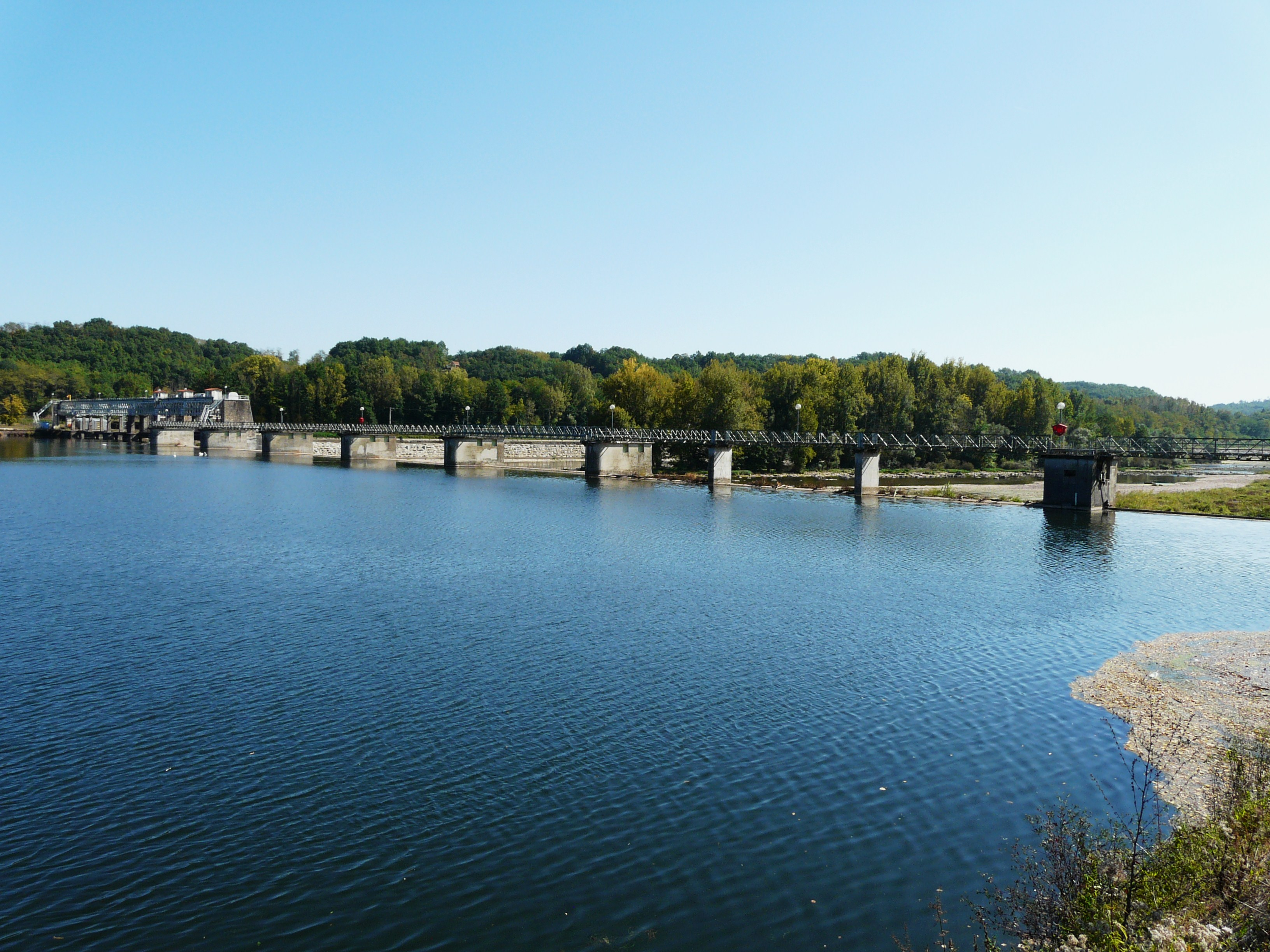
De stuwdam
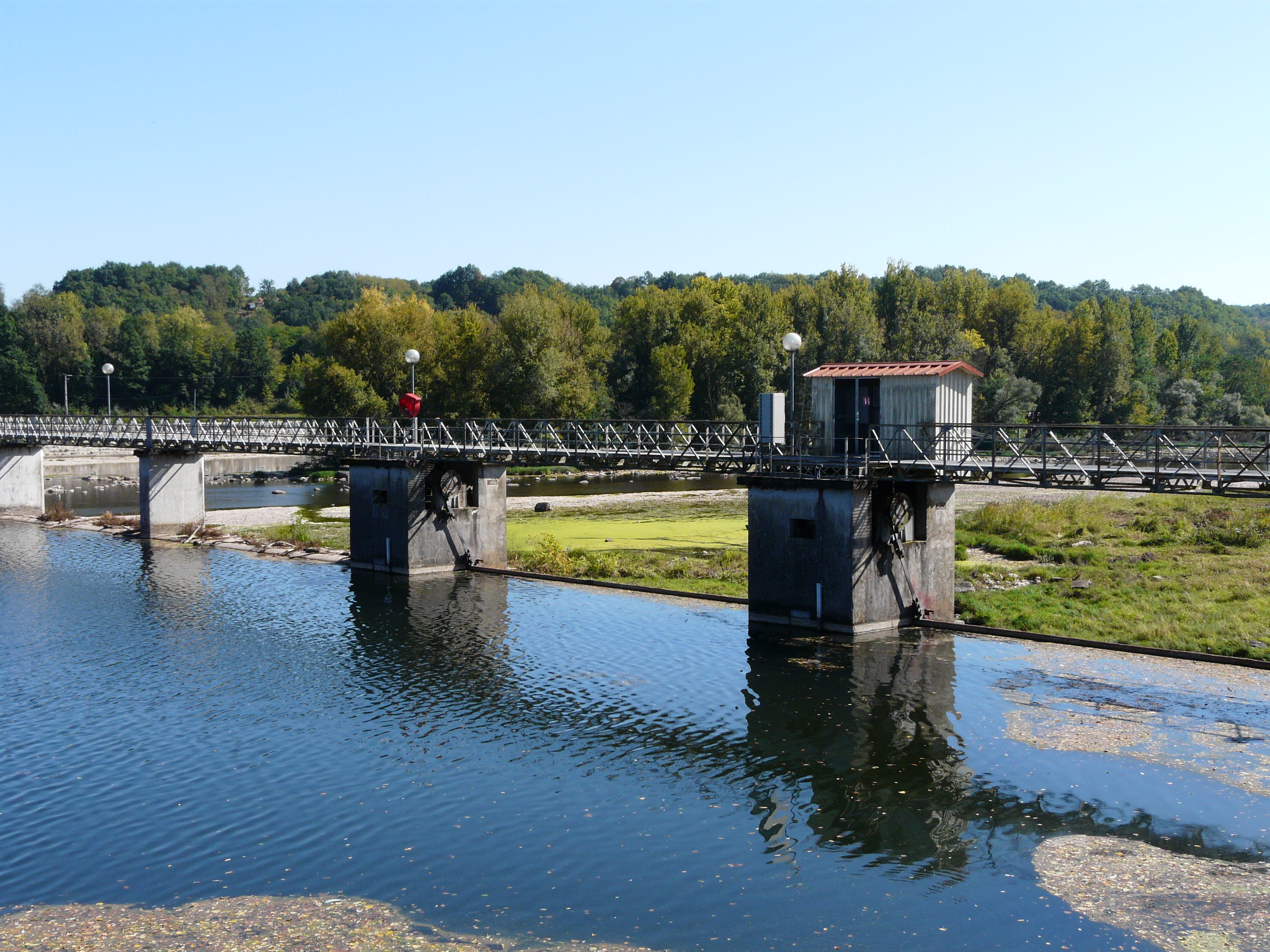
Detail van de stuwdam
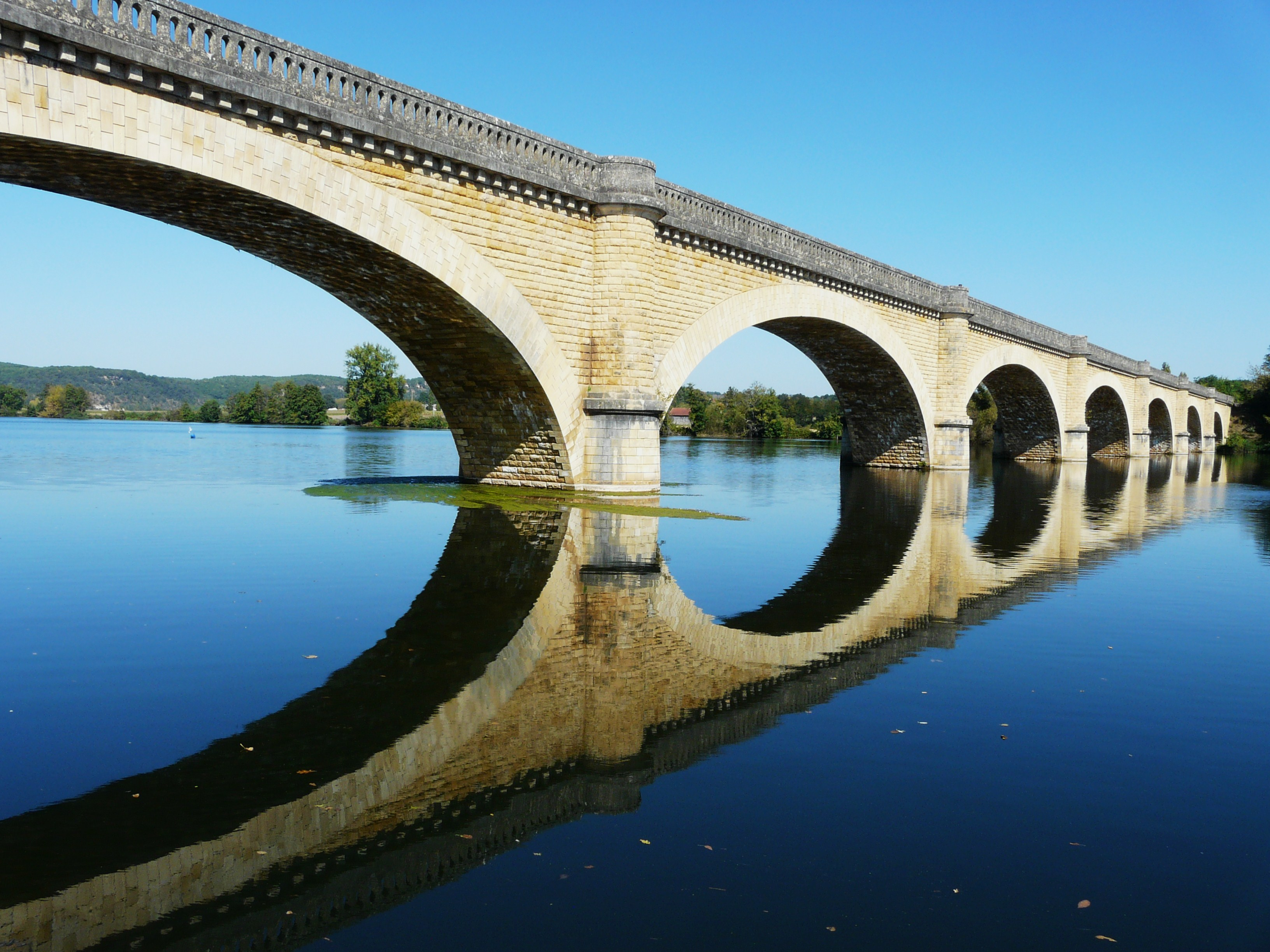
De spoorwegbrug van Mauzac over het stuwmeer
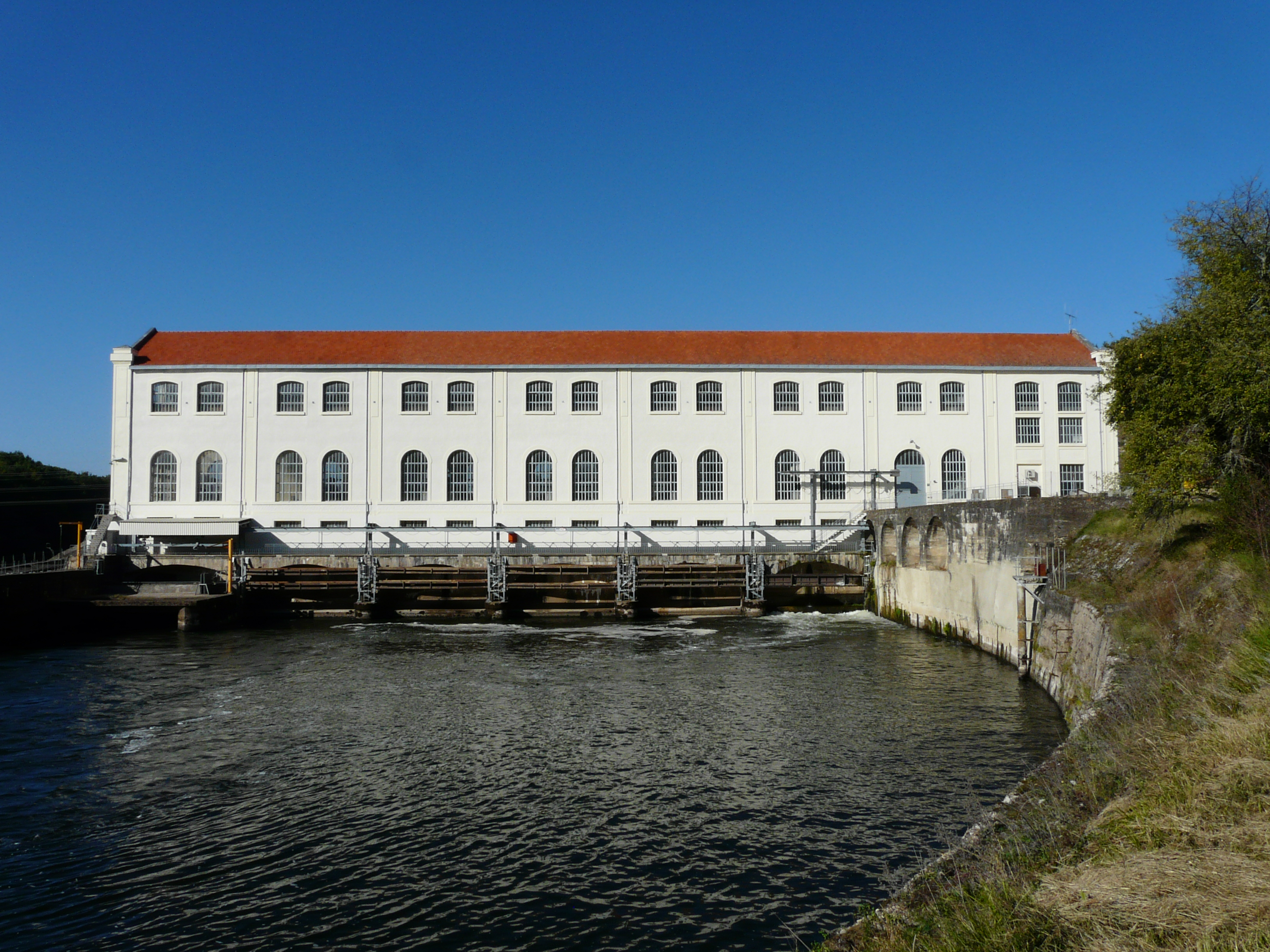
De waterkrachtcentrale